# Omalium muensteri
Omalium muensteri är en skalbaggsart som beskrevs av Max Bernhauer 1900. Omalium muensteri ingår i släktet Omalium, och familjen kortvingar. Enligt den finländska rödlistan är arten sårbar i Finland. Arten är reproducerande i Sverige. Artens livsmiljö är strandängar vid Östersjön.